# Willy Lambregt

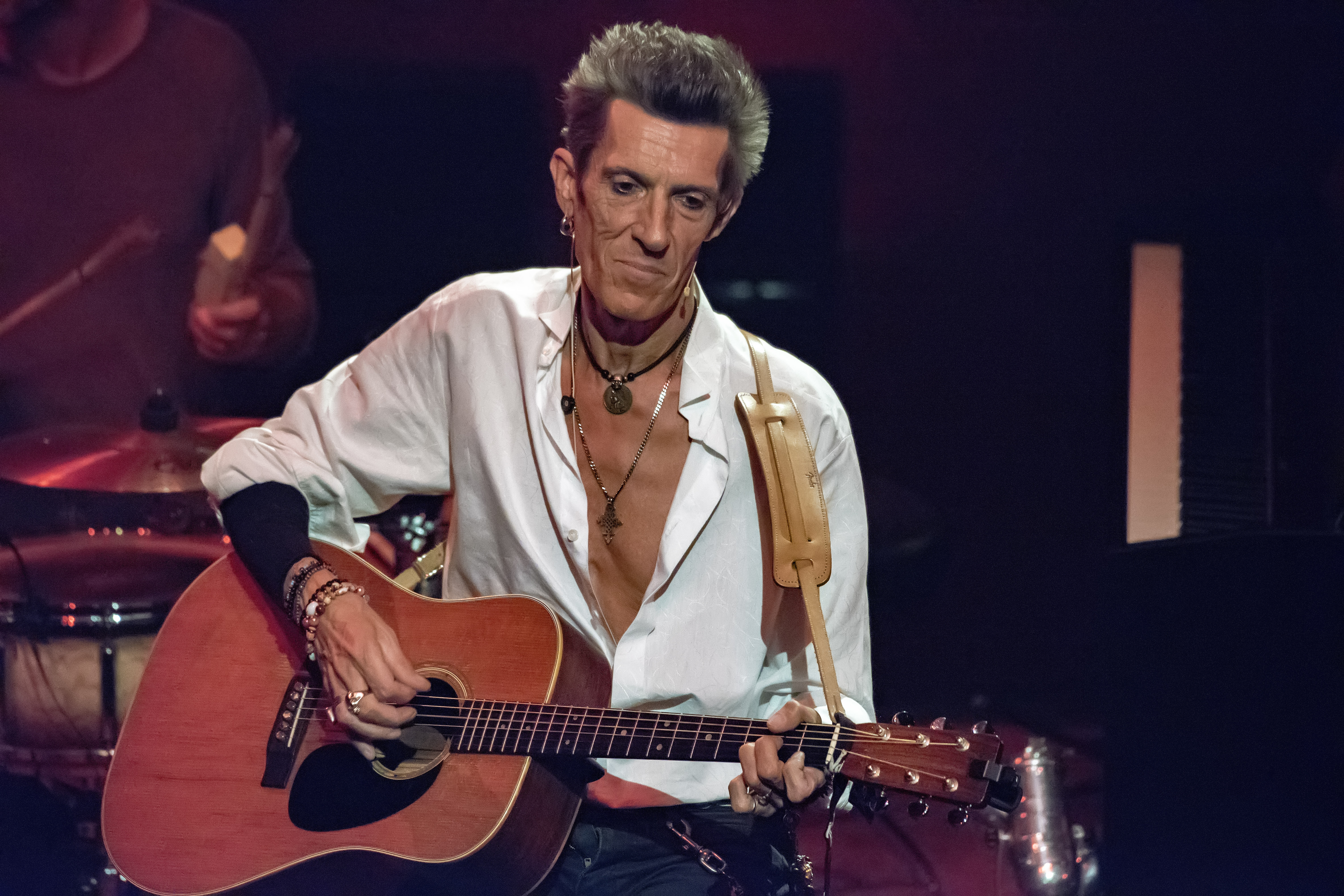
Willy Lambregt (2017)

Willy Lambregt, Künstlername Willy Willy, (* 1959 in Ostende; † 13. Februar 2019) war ein belgischer Gitarrist. Bekannt wurde er als Gründungsmitglied der Popformation Vaya Con Dios.

## Biografie
Bereits während seiner Schulzeit interessierte sich Lambregt für Rockmusik. 1973 brach er die Schule ab mit dem Wunsch, eine Karriere als Rockstar zu starten. Um sich finanziell über Wasser zu halten, arbeitete er zwischenzeitlich in unterschiedlichen Jobs – unter anderem als Arbeiter in einer Fleischfabrik. Als wichtige musikalische Einflüsse führte er später die New York Dolls sowie die britische Punkwelle Ende der 1970er Jahre auf – insbesondere die Sex Pistols und The Clash. Seinen Militärdienst 1978 verbrachte Lambregt in Deutschland – eine Zeit, die eigenen Angabe zufolge seine Aversionen gegen Autoritäten stark festigte.
Dem Rat eines Freundes, des Rockfotografen Danny Willems folgend, zog er 1983 nach Brüssel um. Da bei der New-Wave/Elektronic-Formation Arbeid Adelt! der Platz des Gitarristen zu besetzen war, stieg Lambregt bei der Gruppe mit ein, wo er die Sängerin Dani Klein kennenlernte. Mit Klein und Dirk Schoufs gründete Lambregt die Popgruppe Vaya Con Dios, mit der er den international erfolgreichen Single-Hit Just a Friend of Mine aufnahm.
Da Lambregt zwischenzeitlich zwischen Vaya Con Dios und der Punkband The Scabs hin- und herpendelte, entschloss er sich, anstelle von Geld und Kommerz dem von ihm bevorzugten Rock ’n’ Roll den Vorzug zu geben. Er verließ Vaya Con Dios bald nach der Gründung, um sich endgültig den Scabs anzuschließen. Nach internen Auseinandersetzungen ersetzten ihn die Scabs 1994 jedoch durch einen anderen Gitarristen. 1994 bis 1999 spielte er als Musiker bei unterschiedlichen Formationen mit. Unter seinem Künstlernamen Willy Willy gründete Lambregt 1999 eine eigene Band mit dem Namen Willy Willy & The Voodoo Band. 2003 veröffentlichte die Gruppe ihre erste CD und spielte im Vorprogramm bekannter Rock- und Blues-Acts wie George Thorogood, Canned Heat, Bill Wyman und Dr. John. 2005 erschien das zweite Album der Gruppe.
Die Ende der 2000er Jahre zusammengestellte neue Begleitband firmierte unter dem Namen Willy Willy & Lafayette. Darüber hinaus arbeitete Lambregt mit der belgischen Schlagzeugerin und Sängerin Isolde Lasoen zusammen. Ergebnis: Der Titel Why Don’t you love me, 2010 veröffentlicht auf der Kompilation De Gek 4!?. Für den belgischen TV-Sender VTM führte er im November 2010 ein Interview mit dem Rolling-Stones-Gitarristen Keith Richards. Er starb 2019 an Krebs.

## Diskografie

### Mit Arbeid Adelt!
- Decoiffé – Stroom (1985)

### Mit Vaya Con Dios
- Just a Friend of Mine (1986; Single; BMG Ariola)

### Mit den Scabs
- Rockery (1986, EP)
- Skintight (1987)
- Gangbang (1988)
- Royalty in Exile (1990)
- Jumping the Tracks (1991)
- Inbetweenies (1993, EP)
- Dog Days Are Over (1993)
- Live Dog (1993, live)

### Mit den Domino’s
- Gotta Get Out (1996)

### Willy Willy & the Voodoo Band
- Untitled (2003)
- Hellzapoppin’ (2005)
- Vampire with a Tan (2018)

### Willy Willy & Isolde Lasoen
- Why Don’t You Love Me (2010; Song auf Compilation De Gek 4!?)